# 西哈蒂斯堡 (密西西比州)
西哈蒂斯堡（英語：West Hattiesburg）是位於美國密西西比州拉馬爾縣的普查規定居民點。

## 人口
根據2020年美國人口普查的數據，西哈蒂斯堡的面積為6.45平方千米，當中陸地面積為6.25平方千米，而水域面積為0.20平方千米。當地共有人口6006人，而人口密度為每平方千米931.16人。